# Grasse

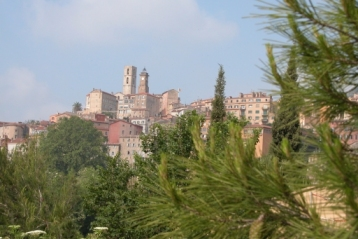
Widok na Grasse

Grasse (prowan. Grassa) – miejscowość i gmina we Francji, w regionie Prowansja-Alpy-Lazurowe Wybrzeże, w departamencie Alpy Nadmorskie.
Według danych na rok 2015 gminę zamieszkiwało 50 937 osób, a gęstość zaludnienia wynosiła 1146 osób/km² (wśród 963 gmin regionu Prowansja-Alpy-W. Lazurowe Grasse plasuje się na 12. miejscu pod względem liczby ludności, natomiast pod względem powierzchni na miejscu 171.).
Od XVIII wieku Grasse słynie na cały świat ze swego przemysłu perfumeryjnego. Jest francuskim i światowym centrum produkcji naturalnych aromatów (la capitale mondiale des parfums). Dochód z tej produkcji wynosi ponad 600 mln € na rok.
W Grasse działają po dziś dzień najsłynniejsze i najstarsze wytwórnie perfum: utworzona w 1747 roku Galimard Parfumeur, powstała w 1849 Molinard Parfumeur oraz Fragonard Parfumeur. Ta ostatnia, której tradycje sięgają XVIII wieku prowadzi produkcję nieprzerwanie od roku 1926, a swoją nazwę przybrała od nazwiska sławnego francuskiego malarza Jeana-Honoré'a Fragonarda. W każdej z tych wytwórni znajduje się muzeum oraz salon sprzedaży, gdzie można kupić produkowane tradycyjnymi metodami wyroby perfumeryjne.

## Osobistości
- Iwan Bunin mieszkał tu od 1923 do 1945
- Jean-Honoré Fragonard urodził się tutaj a mury jego willi (fr. Villa-Musée Fragonard) są pokryte muralami autorstwa jego syna[1]
- Édith Piaf zmarła tu w 1963
- Coluche zginął w wypadku samochodowym w 1986
- Karol Szymanowski mieszkał tutaj w Grand Hotel na Victoria Avenue od grudnia 1936 do marca 1937, na 3 miesiące przed śmiercią w Lozannie
- Lolo Ferrari mieszkała i zmarła tutaj w 2000.

## Miasta partnerskie
- Ingolstadt, Niemcy
- Opole, Polska
- Arjana, Tunezja
- Carrara, Włochy
- Murcja, Hiszpania
- Marblehead, Stany Zjednoczone

## W literaturze i filmie
W mieście Grasse, ma miejsce akcja finałowego rozdziału powieści Pachnidło Patricka Süskinda. W tym mieście także nakręcono sceny do filmu opartego na powieści Pachnidło. Historia pewnego mordercy (2006). Również w tureckim serialu Królowa jednej nocy główna bohaterka Selin mieszka wraz z matką w Grasse.